# Bronx River
Der Bronx River ist ein etwa 38 km langer Fluss im US-Bundesstaat New York. Sein Ursprung liegt am Kensico-Reservoir im Westchester County. Von dort aus fließt er Richtung Süden bis hinter White Plains, dann in südsüdwestlicher Richtung weiter durch die Ortschaften Edgemont, Tuckahoe, Eastchester und Bronxville. Dahinter bildet er die Grenze zwischen Yonkers und Mount Vernon und erreicht schließlich die Bronx. Dort durchquert er neben Wohn- und Industriegebieten auch den New York Botanical Garden im Bronx Park und mündet schließlich zwischen den Neighbourhoods Soundview und Hunts Point in den East River. Der Bronx River Parkway verläuft fast auf seiner gesamten Länge am Ufer entlang.
Besonders im 19. und 20. Jahrhundert diente der Bronx River anliegenden Gemeinden und Industriebetrieben als Abwasserkanal. In den letzten Jahren haben sich die Anlieger aber dazu verpflichtet, die Einleitung von Fäkalien zu beenden. Daneben sind verschiedene Maßnahmen zur Gewässersanierung angelaufen; unter anderem wurde Alewife (Alosa pseudoharengus) eine Verwandte von Maifisch und Finte aus der Familie der Heringe, angesiedelt.